# Ximena Chong
Pour les articles homonymes, voir Chong.
Chong  Campusano est un nom espagnol. Le premier nom de famille, en général paternel, est Chong ; le second, en général maternel, souvent omis, est Campusano.
Ximena Chong Campusano, née en 1971 à Santiago du Chili est une avocate et procureure chilienne d'origine chinoise. Spécialisée dans les délits fiscaux, de blanchiment d'argent et de corruption, elle participe notamment aux enquêtes sur Corpesca, sur le « cartel du feu », sur l'affaire Narumi ou encore sur l'opération Lava Jato.

## Biographie
Ximena Chong Campusano est la fille d'un comptable et d'une femme au foyer. Son grand-père paternel, Arturo Chong Yueng, est boucher et arrive de Chine au Chili en 1935,. Elle indique que son père a grandi dans une famille traditionnelle chinoise et sa mère dans une famille traditionnelle chilienne, et que par conséquent elle-même a grandi dans une culture sexiste.
Elle étudie le droit et après avoir obtenu son diplôme d'avocate, elle réalise un magister en droit public à l'Université du Chili,,.
Après avoir travaillé pour le service chilien des impôts, notamment comme responsable du département juridique, elle entre en 2003 à l'âge de 33 ans au ministère public. Elle y travaille d'abord comme procureure cheffe du bureau régional de Valdivia, avant d'être mutée un an plus tard au bureau Centre Nord, à Santiago. Là, elle est cheffe du bureau des délits économiques jusqu'à sa dissolution en 2011. Elle travaille ensuite cinq ans comme cheffe du bureau régional de Santiago Centre, avant d'être nommée cheffe de l'unité des délits de haute complexité du bureau Centre Nord,.
Elle est décrite par les personnes l'ayant côtoyé comme « bonne élève », « féministe » et « travailleuse »,.

## Principales enquêtes
À partir de 2015, elle participe à l'enquête pour corruption de l'entreprise Corpesca, et y accuse le sénateur Jaime Orpis (es) d'avoir reçu des fonds de Corpesca,.
En février 2017, le procureur national Jorge Abbott (en) lui confie l'enquête sur le « cartel du feu », qui concerne également des faits de corruption lors de la passation de marchés publics par la CONAF avec trois entreprises espagnoles, marchés destinés à faire face à des incendies dans le Centre-Sud du pays,.  L'enquête qui se déroule dans 4 pays (Espagne, Chili, France et Italie) confirme l'existence d'une entente entre les entreprises pour fixer les tarifs de leurs prestations et amène au paiement d'amendes pour collusion.
En 2017, elle rejoint la deuxième partie de l'enquête chilienne sur l'affaire Narumi, dans laquelle le principal suspect est un citoyen chilien,.
Elle enquête également sur l'entreprise OAS au Chili dans le cadre de l'opération Lava Jato, pour des faits de fraude fiscale, fraude au financement de campagne électorale et infraction à la loi sur les dons où serait impliqué le candidat à la présidentielle Marco Enríquez Ominami.
À partir de 2020, elle participe à plusieurs enquêtes pour des faits relatifs aux manifestations de 2019-2021 au Chili, comme le cas de Gustavo Gatica, un manifestant ayant perdu la vue lors d'une manifestation, et le cas d'un jeune homme mineur ayant été poussé du pont Pío Nono dans le Río Mapocho par un carabinier,. Dans ce cadre, elle est la cible de menaces de mort.